# Vârful de carbon 14 din 774-775
Vârful de carbon-14 din 774-775 reprezintă o creștere de 1,2% a concentrației de carbon-14 (14C) observată în inelele arborilor datate în 774 sau 775 d.Hr., care este de aproximativ douăzeci de ori mai mare decât rata normală de variație.

## Descoperirea
A fost pus în evidență în 2012, la Universitatea din Nagoya (Japonia), în cadrul unui studiu al cedrilor japonezi și datat de dendrocronologie.
Descoperirea a fost anunțată de universitatea japoneză la 25 mai 2012 și constituie primul eveniment Miyake detectat. O creștere a nivelului de beriliu-10 (10Be) în carote de gheață din Antarctica a fost asociată și cu evenimentul din 774-775.
Producția mondială medie de carbon 14 în timpul acestui eveniment a fost evaluat la (1,1–1,5) × 108 de atomi pe centimetru pătrat.
Acest vârf îi precede celui din 993-994

## Originea
Evenimentul a putut fi produs de erupția solară din 774-775. 
Ipoteza exploziei de raze gamma pare puțin probabilă, deoarece evenimentul a fost observat și pentru izotopii 10Be și 36Cl.